# Paraphyllina intermedia
Paraphyllina intermedia är en manetart som beskrevs av Maas 1903. Paraphyllina intermedia ingår i släktet Paraphyllina och familjen Paraphyllinidae. Inga underarter finns listade i Catalogue of Life.